# Crisisexperiment
Een crisisexperiment in de sociale psychologie is een experiment dat poogt te onderzoeken wat het gedrag van mensen is in reactie op een schending van de algemeen aanvaarde sociale regels en normen. Crisisexperimenten worden gewoonlijk geassocieerd met ethnomethodologie, in het bijzonder het werk van Harold Garfinkel. Het houden van een crisisexperiment wordt soms "Garfinkelen" genoemd.

## Voorbeelden
- Erving Goffmans oorspronkelijke studie Behaviour in Public Places geeft enkele klassieke voorbeelden van gedragsnormen, zoals "het is onfatsoenlijk om afval niet op te ruimen - gooi het in de afvalbak". Een crisisexperiment onderzoekt de reactie van mensen op een experimentator die dit soort kleine, alledaagse regels overtreedt.
- "De onverklaarbare weldoener": Sociaal wetenschapper Earl R. Babbie schreef dat "het een sociale regel is dat gewone burgers niet afval van straat oprapen, verkeersborden rechtzetten of anderszins kleine problemen oplossen." Dabbie beweert dat mensen een negatieve reactie vertonen wanneer ze iemand iets zien herstellen wat niet "hun werk" is; in sommige gevallen kunnen deze altruïstische acties gezien worden als opdringerig.
- Een beroemd crisisexperiment werd uitgevoerd in de metro van New York in de jaren 70, toen experimentators op een volle trein stapten en gezonde, maar zittende, passagiers zonder uitleg vroegen om hun zitplaats op te geven. Naar verluidt voelden de medewerkers aan het experiment zelf zich uiterst bezwaard om zelfs deze schijnbaar kleine overtreding van de sociale norm uit te voeren. Het experiment werd geleid door Stanley Milgram[1].

## Ethiek
Sommige crisisexperimenten die in het verleden uitgevoerd werden, zouden tegenwoordig als onethisch gezien worden vanwege hun inbreuk op de privacy van de patiënt. Zulke experimenten hebben er mede toe geleid dat onderzoeken of experimenten in de sociale wetenschap vooraf getoetst worden door medisch-ethische commissies.